# Hippika gymnasia
| Реконструкція вершника та коня в обладунках |                                                          |
| Тип                                         | Військові тренування                                     |
| Дата                                        | І–ІІІ століття Р. Х.                                     |
| Місце                                       | Провінції Римської імперії (Германія, Мавретанія, Сирія) |
| Учасники                                    | Римська кіннота                                          |
| Наслідки                                    | Демонстрація військової вправності, публічне видовище    |

Hippika gymnasia (грец. ἱππικὰ γυμνάσια , «кінні вправи») — військові змагання, які проводила кавалерія в межах Римської імперії. Метою таких вправ було вдосконалення бойових навичок, тренування складних маневрів у важких умовах та демонстрація майстерності й артистичності. Їх проводили у вигляді турніру з елементами шоу. Виступи відбувалися на публіці, зазвичай на різних святах. За цим видовищем часто спостерігали високопосадовці та навіть сам імператор. Особливу популярність турніри набули під час правління імператора Адріана (117—138 Р.Х).
На відмінну від справжніх військових дій, hippika gymnasia мала переважно церемоніальний характер. Всі рухи та подальші дії були скоординовані й поділені на етапи, а самі вершники одягали оздоблені й символічні обладунки. Турніри слугували не тільки тренуванням, а й засобом прославлення величі військових сил та їхнього порядку.

## Походження
Походження hippika gymnasia армії Римської імперії, за описом Арріана, пов’язане не з італійськими звичаями, як-от (лат. lusus Troiae), а з військовою культурою галльських та іберійських кельтів. Саме вони становили основу допоміжної кавалерії Риму наприкінці Республіки та на початку Принципату. Ймовірно, римляни запозичили від цих народів як сам формат видовищних кавалерійських виступів, так і характерні маски-шоломи, які носили найкращі вершники. Перші зображення таких масок з’являються на тріумфальних пам’ятках, що прославляють перемоги над кельтами, і свідчать про їх варварське, а не римське походження. Спочатку вони виготовлялися з органічних матеріалів, а з кінця I ст. до Р.Х. почали перетворюватися на металеві шоломи, поступово адаптовані до греко-римської естетики.

## Процедура проведення

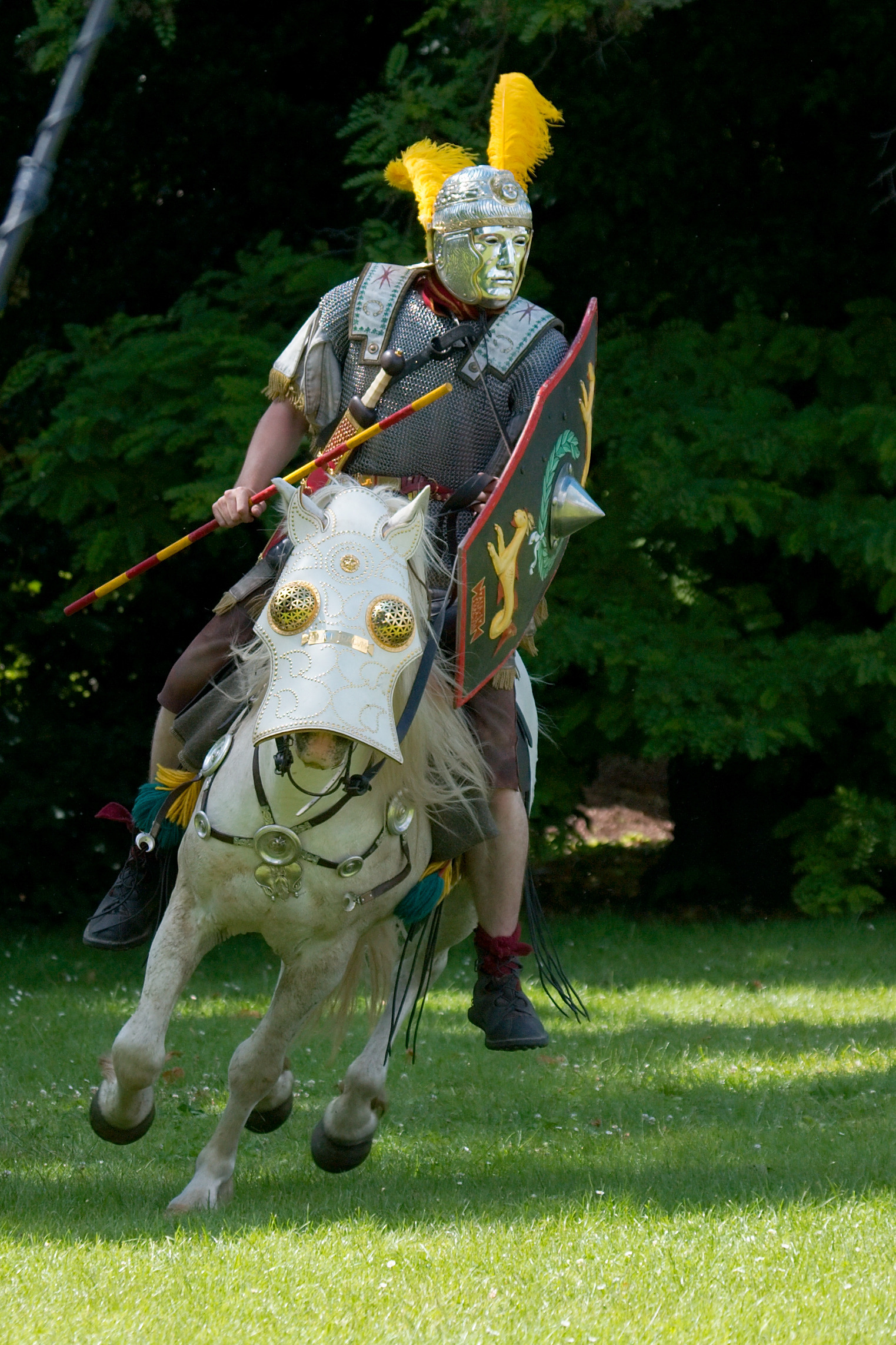
Історична реконструкція. Археологічний парк «Карнунтум»

### Місце проведення
Місце проведення обирали з рівною поверхнею та додатково підготовлювали, глибоко перекопуючи середину та розбиваючи ґрунт на дрібні фракції, щоб придати м'якості та зробити безпечним для коней. Майданчик перед трибунами набував форми правильного чотирикутника і мав чіткі межі. Хоча розміри чітко не вказуються, архіологічні знахідки говорять про те, що ширина сягала від 85 до 106 м, а довжина від 87 до 160 м.  Іноді турніри організовували у містах, якщо вони мали амфітеатри чи простір, придатний для достатньої кількості глядачів.

### Виступ
Виступ починався з урочистого виїзду вершників на завчасно підготовлену рівнину, який вражав своєю урочистістю та красою. Їхній «набіг» відзначався не простотою, а різноманітністю та видовищністю, створювалося відчуття ніби вони виїжджають з укриття. Вершники чіпляли на себе римські та скіфські значки, аби передати відчуття реального бою та задля запобігання злиття в одне ціле.
Після завершення виїзду, вершники один за одним зупинялися по ліву сторону від трибуни. Коней повертали назад, а щитививодили позаду себе, таким чином спрямовуючи їх до протилежної команди. Такий вид строю назививався «черепаха». Відірвавшись від строю, два вершники шикувалися перед правим флангом «черепахи», щоб перехоплювати метальні снаряди прямого польоту. Таким чином, половина кінноти займала оборонну позицію, а за сигналом труби інша половина розгортала атаку, без зволікань закидаючи противника дротиками — у порядку від найдоблеснішого до наступного. Головна краса цього видовища полягала у тому, щоб без найменшої затримки влучити якомога більшою кількістю дротиків у двох вершників, що стояли перед лівим крилом «черепахи», цілячись насамперед у їхні щити. Після прямої атаки вони дугою звертали на фланги. Поворот робився праворуч, до списа, оскільки це не перешкоджало метанню і дозволяло прикриватися щитами від ворожих дротиків.
Вершник повинен був мати якнайбільшу кількість дротиків, щоб кидати під час захисту, проїжджаючи повз. Безперервний обстріл і постійний шум справляли надзвичайно сильне враження на глядачів. Далі вершники непомітно виїжджали до проміжку між правим флангом строю та позицією двох вершників, скакали вперед від свого загону і метали дротики у тих, хто проїжджав повз. Потім вони повертали вбік щита і, оскільки з цього боку вони залишалися незахищеними, проїжджали повз. Саме тут був потрібен відмінний вершник, який одночасно захищався та кидав дротики у атакуючих. Під час заїзду необхідно було метати, повертаючись праворуч. При повному ж розвороті назад — здійснювалося метання, відоме у кельтів як «петрінос», яке вважалося найважчим з усіх. Це вимагало розвороту тіла та кидання дротиків у напрямку хвоста коня, та якомога швидшко повертатися та прикривати спину щитом.
Після завершення атаки колишні нападники вибудовувалися праворуч від трибуни, а інші — ліворуч. Обидва вершники, які відступали з флангу оборонного загону, займали визначені позиції у строю. Ті ж, хто розташовувався між ними та основною частиною підрозділу, кидали дротики у вершників, що проїжджали повз, використовуючи ту саму техніку. Саме для цього кидання обирався найсильніший з вершників. З правого боку трибуни головне завдання полягало в безперервності кидання та шум. Оскільки глядачі бачили лише відхилення вершників у цій атаці. Проте вся увага переходила, коли атакували з лівої сторони трибуни, весь процес кидання ставав добре видимим. Чітко простежувалося швидке перекладання дротиків з однієї руки в іншу, захисні дії, а також характерний рух правої руки, яка, підхоплюючи дротики та перекидаючи їх над головою ніби в русі обертового колеса, кидала один снаряд за іншим, перехоплюючи наступний одразу після кидка. При цьому вершник контролював свою посадку, вона повинна була зберігати стійкість та елегантність. Змінивши строї та ролі, вершники після другої атаки з лівого флангу проносилися повз трибуну, зберігаючи по одному, а найвправніші — по два дротики. Повертаючись у коло, вони кидали дротики по діагоналі до краю поля, намагаючись досягти максимальної дальності й сили. Ті, у кого залишалося два дротики, другий кидали назад, прикриваючись щитом і розвертаючи правий бік.
Важливо було зберігати послідовність інтервалів. Якщо між атаками були великі проміжки, втрачається враження безперервності обстрілу, а коли вони були занадто малі, це обмежувало виконання рухів, адже в такому разі менш вправний вершник, знаходячись поряд із досвідченим, міг би затьмарити його вміння, тоді як майстерність останнього, навпаки, надто контрастувала б із невмілими діями першого.
Далі відбувалася кантабрійська атака, яку, за свідченням Аріана, назвали на честь, іберійського племені кантабрів, звідки римляни її, ймовірно, й запозичили. Під час цього маневру оборонна група вершників шикувалася зліва від трибуни, прикриваючись щитами, за винятком двох, які приймали удари дротиків з фронту. Напад починався з правого флангу, тоді як з лівого здійснювався маневр із круговим розворотом.
Для цього етапу використовувалися не легкі дротики, а важкі дерев'яні списи без наконечників. Вершнику було важливо цілитися прямо у центр щита в момент, коли супротивник відкривав спину під час повороту. Тут головне завдання полягало в тому, щоб показати майстерність, силу та точність: кожен воїн мав одночасно метнути спис і відбити удар супротивника. Найкращими вважалися ті, хто виконував 15–20 кидків до завершення проходу. Однак хитрощі, як-от затримка коня для додаткових кидків, автор вважав менш достойними, ніж точне дотримання встановлених правил.
Заключна частина полягала в демонстрації майстерності окремих кавалеристів у верховій їзді та володінні зброєю. Спочатку загони швидко мчали вперед. Кожен вершник мав лише один спис, ще до наближення до трибуни мав прицілитися в мішень, встановлену для цього зліва від трибуни, і метнути спис так, щоб він увігнався якомога сильніше та з гучним дрижанням. Всі кращі вершники атакували і вдруге, і втретє, не через обов'язок, а заради честі, пишаючись схваленням. Друга атака здійснювалася з двома ланцеями, і їх потрібно було метнути якомога влучніше, скачучи конем прямо вперед.
Коли бажаючих вже не було, командир по черзі викликав вершників: спочатку декуріона та дуплікарія, потім того, хто отримував полуторну платню, а потім по черзі всіх вершників декурії. Викликаний мав голосно відповісти: «Присутній!», і при цьому виїжджав на коні, маючи три ланцеї. Перший спис кидали з краю розкопаної ділянки так, щоб влучити у мішень. Другу — від самої трибуни, рухаючись конем прямо вперед. Третю, згідно з правилами імператора, потрібно було метнути, повертаючи коня до іншої мішені. Цей кидок був найскладнішим з усіх, бо він виконувався ще під час руху по дузі, до повного розвороту коня. Саме в цьому проявлялася майстерність вершника, усі дії були чітко скоординовані та виконувалися в установленому порядку.

### Додаткові вправи
За час правління імператора Адріана до основних вправ було додано й низку нових — запозичених у «варварських» народів. Вони містили техніки кінної стрільби з лука, а також характерні маневри з контосом. Окрім цього, до програми підготовки увійшли різноманітні кидання зброї та бойові вигуки, характерні до кожного етносу. Також практиковалися навчання коней долати різні перешкоди, такі як рови чи огорожі.

## Зброя та обладунки

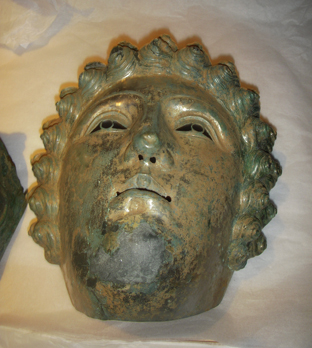
Вигляд маски спереду

Вершники виступали у залізних чи позолочених бронзових шоломах, що відображають їхній ранг або за здобуті відзнаки у верховій їзді, додатково привертаючи увагу публіки. На відміну від бойових шоломів, турнірні повністю закривали обличчя, імітуючи зовнішність вершника, з отворами для очей, достатніми для зору, але такими, що забезпечують захист очей. До шоломів прикріплювали жовті султани, які слугували виключно естетичною прикрасою. Під час легкого вітру вони гарно розвивались під час конної атаки.
Щити спеціально виробляли для турнірів — вони були легші за вагою та оздобленні. Що дозволяло вершникам спритно тренеруватися та створювати ефектне видовище. Замість панцирів вони одягали кіммерійські хітоніони, що повністю імітували панцирі. Деякі з них багряні, інші — гіацинтові, а треті — прикрашені візерунками. Штани були не вільними, а щільно облягали ноги.
Для завершального етапу вершники споряджалися, як для справжнього бою: їхні панцирі стають залізними, шоломи — міцними, а щити — вже не легкими, а важкими та надійними.
Голови коней надійно захищали налобники, у бічному захисті не було потреби, оскільки списи не мали гострих кінців. Вони можуть певною мірою загрожувати очам коней, проте здебільшого безболісно влучають у боки, які зазвичай прикриті попонами.
Для позначення команд і одночасно для прикраси використовувалися різні види знаків, які, судячи з опису. Вони були не лише функціональними, але й естетичними елементами кінного військового мистецтва. Серед них вирізнялися як римські, так і скіфські значки, завдяки чому весь стрій вершників виглядав водночас яскравішим і більш грізним. Останні мали вигляд драконів, прикріплених на довгі держаки, пошитих із розфарбованих клаптів тканини. Їхні голови, тіла й хвости були стилізовані під змій, щоб виглядати якнайстрашніше. Коли коні стояли, ці значки звисали, як прикрашені шматки тканини, але щойно вершники рушали, прапори наповнював вітер, і вони здіймалися в повітрі, приймаючи форму живих істот, що ще й свистіли під тиском повітря, посилюючи враження. Вони призначалися найдосвідченим вершникам, а решта просто трималася свого значка. Завдяки цьому, навіть під час складних поворотів, атак чи розворотів, загони не змішувалися. Адже якби значки перетнулися або коні зіткнулися, це призвело б до плутанини, що завдало б шкоди не лише видовищності, а й бойовій ефективності дії.
Для метання, окрім списів, використовували: легкі дротики — пельти, стріли (які запускалися не з лука, а зі спеціальної метальної машини), а також каміння, що металося вручну або з пращі. Для цього встановлювалася додаткова мішень між двома основними, і вправність воїнів оцінювалася за влучністю та силою удару — особливо, якщо вдавалося розбити міцну ціль. Після цього продовжувались вправи з довгими списами –  контосами. Вершники спочатку тримали контоси вертикально перед собою для імітації оборони, потім різко змінювали. Вони вправно керували щитами, тримаючи їх над головою чи за спиною, а контоси крутили над собою, створюючи ілюзію кругової оборони. Цей прийом, запозичений з кельтської традиції, називався «толутегон». Далі вершники оголювали короткі мечі –  спати –  й імітували удари з обох боків, наче добивають поранених чи атакують ворога з флангів. Завершувався показ вправ різноманітними аллюрами, який вимагав від вершника ідеального володіння зброєю й тілом коня.

## Археологічні свідчення

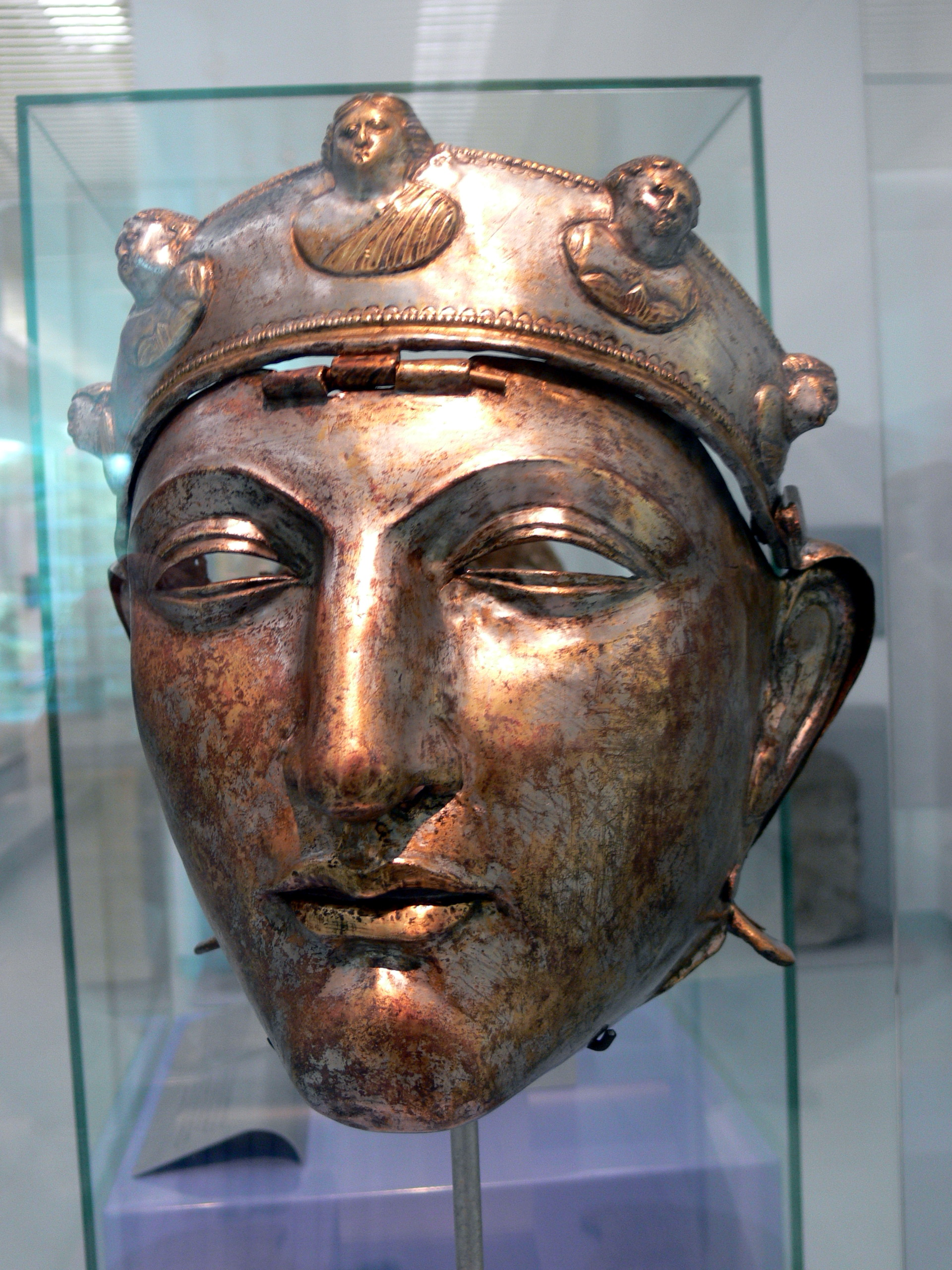
Неймегенський шолом — римський масковий шолом, типу Александр, І століття.

Римськи позолочені шоломи у вигляді обличчя юнака були знайдені по всій території Римської Імперії. Їхнє використання датується періодом від І століття до Р. Х. до IV століття. Дослідження їхніх функцій почалося у 19 столітті. У 1878 році О. Бенндорф писав, що функція масок полягала в тому, щоб їх одягати на обличчя померлого. На противагу цій думці П. Куссен зазначав, що, двоскладова конструкція шоломів з використанням шарнірів та гачків, що дозволяє опускати та піднімати маску, доводить, що шоломи використовувалися до того, як їх одягли на власника в могилі.

Через брак письмових джерел про можливість використання цих масок у бойових умовах, більшість вчених спираючись на свідчення Луція Флавія Арріана, підтримують гіпотезу про те, що вони не застосовувалися в бою, а використовувались під час турнів. Їхня значущість не обмежувалася релігійними обрядами чи військовими вправами, а використовувалась з метою пропаганди. Вони демонстрували доблесність війська та багатсво Риму. Хоча деякі дослідники припускають використання їхнє можливе бойове використання, але немає переконливих доказів.

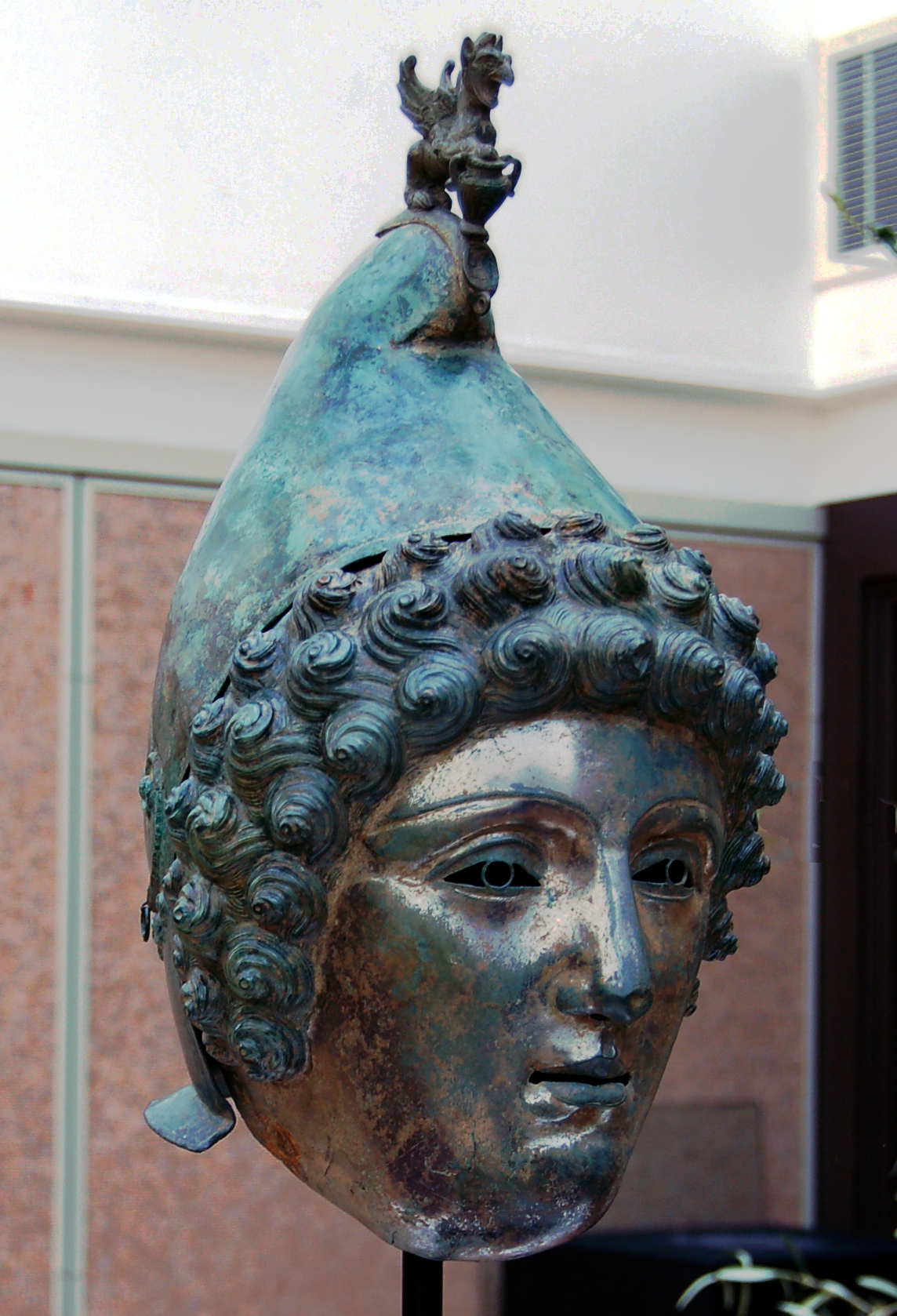
Римський кавалерійський шолом з Кросбері Гаррет

Щоб підтвердити бойове використання шоломів у вигляді маски, потрібен доказ знахідки на місці битви, що виключає будь-які інші варіанти. Однак навіть звичайне спорядження зазвичай грабували після бою. Через ці обставини настільки видовищного озброєння на полі бою виглядає майже неможливим. Утім у двох випадках археологічний контекст свідчить про можливе їхнє використання в реальному бою.
На місці розкопок у Калькрізе (Німеччина) виявили не лише маску, а й численні артефакти: наконечники списів і стріл, свинцеві кулі для пращ, уламки мечів, фрагменти кольчуг та сегментованих обладунків, бронзові пряжки військових поясів, умбони щитів, частини шоломів, деталі упряжі, фалери та інші металеві елементи військового спорядження. Ці знахідки однозначно вказують, що під час битви в Тевтобурзькому лісі 9 року н. е. між римлянами та варварськими племенами щонайменше один вершник був оснащений шоломом із маскою.
Інший приклад — маска, датована серединою II—III ст., знайдена в Айн-Гріміді на прикордонному посту провінції Мавретанія. П. Салама припустив, що ця маска належала солдату з іншого загону в сусідніх укріпленнях, пояснюючи це ротаційним характером військової служби, де церемоніальне спорядження могло зберігатися в головному таборі.
Хоча шоломи з масками рідко трапляються в похованнях, їхній аналіз дає додаткові свідчення. У гробниці в Тель-Ум-Хаурані було виявлено два шоломи — один із маскою, інший без. Це дозволило припустити, що перший призначався для hippika gymnasia, а другий — для справжнього бою. Проте в багатьох інших похованнях, таких як у Хеллінгені, Неві-Паю або Шассенарі, знайдено лише шоломи з масками, що підкреслює дискусійність питання їхнього виключно церемоніального призначення.
У ХІХ столітті австрійський археолог Отто Бендорф висунув гіпотезу, що пишне оздоблення римських шоломів, а також дорогі матеріали (бронза, латунь, срібло чи навіть золото), унеможливлюють їхнє використання в бою. Він також вказував на проблеми з кріпленням маски, обмежений огляд та утруднене дихання. Хоча ці аргументи згодом часто повторювалися іншими дослідниками, вони досі не мають переконливого наукового обґрунтування.
Шоломи з масками справляли потужний психологічний вплив на глядача. Цей ефект був особливо цінним на початку виступу, коли римські вершники демонстрували свою майстерність перед іноземними спостерігачами — саме так, як це описував Арріан. Декоративні елементи, такі як імітація зіниць, не заважали в бою, проте створювали разючий вигляд, посилюючи враження «нелюдського обличчя».
Важливо зазначити, що хоча Арріан у II столітті й поділяв шоломи на бойові та парадні, його класифікація стосується лише його епохи. Вона не враховує використання масок у І столітті, коли ці шоломи, ймовірно, виконували як бойову, так і церемоніальну функцію. Крім того, пізніші письмові джерела свідчать, що ці шоломи продовжували використовуватись у бойових діях.